# Campeonato Mundial Universitário de Futsal da FISU de 2016
O Campeonato Mundial Universitário de Futsal da FISU de 2016, ou simplesmente Mundial Universitário de Futsal de 2016, foi a 15a edição do torneio masculino, e a 5a edição do feminino. Com a chancela da FIFA, o torneio ocorreu nos dias 2 a 10 de julho de 2016, nas cidades de Goiânia e Anápolis, e foi promovido pela Federação Internacional do Esporte Universitário (FISU), pela Confederação Brasileira do Desporto Universitário (CBDU) e pela Federação Goiana de Desportos Universitários (FGDU).
Goiânia e Anápolis receberam o direito de sediar o evento depois de apresentar uma candidatura vitoriosa em 2013, na Bélgica, nas atribuições das Universiades e campeonatos mundiais universitários da Federação Internacional de Esporte Universitário (FISU).
Os ginásios em que foram disputadas as partidas foram: Ginásio Goiânia Arena, em Goiânia, e Ginásio Internacional Newton de Faria, em Anápolis.
Esta foi a quarta vez que o Brasil sediou o Mundial. Em 1984, São Paulo foi palco da primeira edição do torneio universitário, seguido por João Pessoa (2000) e Vitória (2008).
No torneio masculino, o Brasil sagrou-se pentacampeão ao bater a então atual campeã Russia por 2x1. No torneio feminino, o Brasil tornou-se pentacampeão em 5 edições do torneio. Na final, a equipe feminina venceu a da Russia por 1x0.

## Mascote
A mascote desta edição foi uma raposa, chamada de Goyá. Seu nome é uma referência ao grupo indígena que mais influenciou a história de Goiás. Este nome foi escolhido através de uma enquete na internet que dava 3 opções: Olé, Goyá e Guará.

## Abertura
A cerimônia de abertura aconteceu no Ginásio Internacional Newton de Faria, em Anápolis, no dia 2 de julho de 2016. Além do tradicional desfile das seleções, o evento contou com um espetáculo de dança contemporânea formado por dançarinos da Quasar Cia de Dança, Giro 8 Cia de Dança, além de bailarinos convidados e 130 alunos da rede pública estadual.
A partida de abertura será das equipes femininas de Brasil e Bolívia, em Anápolis, ainda no dia 2.

## Torneio Masculino

### Equipes Participantes
| Américas           | Europa                                                   | Ásia                            | Oceania       |
| ------------------ | -------------------------------------------------------- | ------------------------------- | ------------- |
| Brasil · Argentina | Rússia · Portugal · Alemanha · França · Chéquia · Israel | Cazaquistão · Tailândia · China | Nova Zelândia |

### Grupos
A Federação Internacional do Esporte Universitário (FISU) realizou os sorteios dos grupos da fase classificatória no dia 1° de junho de 2016. O sorteio foi realizado na sede da FISU, em Lausanne, na Suíça, por meio da página oficial da entidade no Facebook.
| Grupo A                   | Grupo B               | Grupo C                   | Grupo D                                  |
| ------------------------- | --------------------- | ------------------------- | ---------------------------------------- |
| Brasil Cazaquistão Israel | Rússia China Alemanha | Portugal Tailândia França | República Tcheca Argentina Nova Zelândia |

#### Resultados

##### Fase de Grupos
| Data  | Horário | Local                             | Partida |
| ----- | ------- | --------------------------------- | ------- |
| 04/07 | 20:00   | Ginásio Goiânia Arena             | 10 x 0  |
| 05/07 | 20:00   | Ginásio Goiânia Arena             | 3 x 3   |
| 06/07 | 18:00   | Ginásio Internacional de Anápolis | 2 x 8   |

| Data  | Horário | Local                             | Partida |
| ----- | ------- | --------------------------------- | ------- |
| 04/07 | 18:00   | Ginásio Internacional de Anápolis | 6 x 2   |
| 05/07 | 16:00   | Ginásio Goiânia Arena             | 7 x 3   |
| 06/07 | 16:00   | Ginásio Internacional de Anápolis | 0 x 16  |

| Data  | Horário | Local                             | Partida |
| ----- | ------- | --------------------------------- | ------- |
| 04/07 | 16:00   | Ginásio Goiânia Arena             | 1 x 4   |
| 05/07 | 14:00   | Ginásio Internacional de Anápolis | 2 x 3   |
| 06/07 | 14:00   | Ginásio Internacional de Anápolis | 1 x 2   |

| Data  | Horário | Local                 | Partida |
| ----- | ------- | --------------------- | ------- |
| 04/07 | 12:00   | Ginásio Goiânia Arena | 14 x 0  |
| 05/07 | 14:00   | Ginásio Goiânia Arena | 1 x 4   |
| 06/07 | 12:00   | Ginásio Goiânia Arena | 1 x 3   |

#### Segunda-Fase

##### Disputa 9º ao 12º Lugares
| Data  | Horário | Local                             | Partida | Disputa   |
| ----- | ------- | --------------------------------- | ------- | --------- |
| 08/07 | 16:00   | Ginásio Internacional de Anápolis | 9 x 1   | 9º – 12º  |
| 08/07 | 18:00   | Ginásio Internacional de Anápolis | 13 x 0  | 9º – 12º  |
| 09/07 | 09:00   | Ginásio Internacional de Anápolis | 3 x 2   | 11º – 12º |
| 09/07 | 09:00   | Ginásio Goiânia Arena             | 1 x 5   | 9º – 10º  |

##### Quartas de Finais
| Data  | Horário | Local                 | Partida |
| ----- | ------- | --------------------- | ------- |
| 08/07 | 14:00   | Ginásio Goiânia Arena | 3 x 2   |
| 08/07 | 16:00   | Ginásio Goiânia Arena | 13 x 0  |
| 08/07 | 18:00   | Ginásio Goiânia Arena | 4 x 3   |
| 08/07 | 20:00   | Ginásio Goiânia Arena | 5 x 3   |

##### Disputa 5º ao 9º Lugares
| Data  | Horário | Local                             | Partida | Disputa |
| ----- | ------- | --------------------------------- | ------- | ------- |
| 09/07 | 17:00   | Ginásio Internacional de Anápolis | 6 x 3   | 5º – 8º |
| 09/07 | 19:00   | Ginásio Internacional de Anápolis | 3 x 4   | 5º – 8º |
| 10/07 | 09:00   | Ginásio Internacional de Anápolis | 1 x 3   | 7º – 8º |
| 10/07 | 11:00   | Ginásio Internacional de Anápolis | 3 x 5   | 5º – 6º |

##### Semi-Finais
| Data  | Horário | Local                 | Partida |
| ----- | ------- | --------------------- | ------- |
| 09/07 | 11:00   | Ginásio Goiânia Arena | 1 x 5   |
| 09/07 | 13:00   | Ginásio Goiânia Arena | 0 x 7   |

##### Disputa 3º e 4º Lugares
| Data  | Horário | Local                 | Partida |
| ----- | ------- | --------------------- | ------- |
| 10/07 | 11:00   | Ginásio Goiânia Arena | 11 x 3  |

##### Final
| 10 de Julho de 2016 | Brasil                      | 2 – 1     | Rússia    | Ginásio Goiânia Arena |
| 14:15               | Johnny Gomes · Johnny Gomes | Relatório | Shisterov |                       |

### Premiações
- Artilheiro:  Johnny Gomes (9 gols)[6]
- Melhor Jogador:  Johnny Gomes[6]
- Equipe Mais Disciplinada -  Nova Zelândia[6]

#### Seleção do Campeonato
Os atletas da Seleção do Campeonato foram escolhidos por membros das comissões técnicas de todas as 12 equipes que estiveram na disputa do torneio.
- Melhor Goleiro:  Pavlos Wiegels[6]
- Melhor Defensor:  Serguei Abramovich[6]
- Melhor Ala 1:  Souheil Mouhoudine[6]
- Melhor Ala 2:  Fabrício Gadeia[6]
- Melhor Pivô:  Johnny Gomes[6]

#### Equipe Campeã
| Campeão do Mundial Universitário de Futsal |
| ------------------------------------------ |
| Brasil Quinto Título                       |

## Torneio Feminino

### Equipes Participantes
| América do Sul                          | América do Norte | Europa            | Oceania       | Ásia        |
| --------------------------------------- | ---------------- | ----------------- | ------------- | ----------- |
| Brasil · Argentina · Bolívia · Colômbia | México · Canadá  | Rússia · Portugal | Nova Zelândia | Cazaquistão |

### Grupos
A Federação Internacional do Esporte Universitário (FISU) realizou os sorteios dos grupos da fase classificatória no dia 1° de junho de 2016. O sorteio foi realizado na sede da FISU, em Lausanne, na Suíça, por meio da página oficial da entidade no Facebook.
| Grupo A                                                   | Grupo B                                             |
| --------------------------------------------------------- | --------------------------------------------------- |
| Brasil · Canadá · Nova Zelândia · Cazaquistão · Bolívia · | Rússia · Portugal · México · Argentina · Colômbia · |

#### Resultados

##### Fase de Grupos
| Data  | Horário | Local                             | Partida |
| ----- | ------- | --------------------------------- | ------- |
| 02/07 | 19:00   | Ginásio Internacional de Anápolis | 12 x 1  |
| 03/07 | 14:00   | Ginásio Internacional de Anápolis | 0 x 9   |
| 04/07 | 16:00   | Ginásio Internacional de Anápolis | 4 x 1   |
| 04/07 | 18:00   | Ginásio Goiânia Arena             | 16 x 0  |
| 05/07 | 18:00   | Ginásio Internacional de Anápolis | 4 x 1   |
| 05/07 | 18:00   | Ginásio Goiânia Arena             | 2 x 2   |
| 06/07 | 18:00   | Ginásio Goiânia Arena             | 4 x 1   |
| 06/07 | 20:00   | Ginásio Goiânia Arena             | 19 x 0  |
| 07/07 | 16:00   | Ginásio Goiânia Arena             | 1 x 9   |
| 07/07 | 18:00   | Ginásio Goiânia Arena             | 2 x 13  |

| Data  | Horário | Local                             | Partida |
| ----- | ------- | --------------------------------- | ------- |
| 03/07 | 10:00   | Ginásio Internacional de Anápolis | 1 x 7   |
| 03/07 | 12:00   | Ginásio Internacional de Anápolis | 0 x 7   |
| 04/07 | 14:00   | Ginásio Internacional de Anápolis | 0 x 4   |
| 04/07 | 14:00   | Ginásio Goiânia Arena             | 2 x 0   |
| 05/07 | 12:00   | Ginásio Goiânia Arena             | 9 x 0   |
| 05/07 | 16:00   | Ginásio Internacional de Anápolis | 7 x 1   |
| 06/07 | 14:00   | Ginásio Goiânia Arena             | 2 x 2   |
| 06/07 | 16:00   | Ginásio Goiânia Arena             | 12 x 1  |
| 07/07 | 12:00   | Ginásio Goiânia Arena             | 4 x 0   |
| 07/07 | 14:00   | Ginásio Goiânia Arena             | 0 x 2   |

##### Disputa 5º ao 10º Lugares
| Data  | Horário | Local                             | Partida | Disputa  |
| ----- | ------- | --------------------------------- | ------- | -------- |
| 09/07 | 10:00   | Ginásio Internacional de Anápolis | 1 x 14  | 9º – 10º |
| 09/07 | 13:00   | Ginásio Internacional de Anápolis | 2 x 3   | 7º – 8º  |
| 09/07 | 15:00   | Ginásio Internacional de Anápolis | 3 x 5   | 5º – 6º  |

##### Semi-Finais
| Data  | Horário | Local                 | Partida |
| ----- | ------- | --------------------- | ------- |
| 09/07 | 15:00   | Ginásio Goiânia Arena | 6 x 0   |
| 09/07 | 17:00   | Ginásio Goiânia Arena | 5 x 1   |

##### Disputa 3º e 4º Lugares
| Data  | Horário | Local                 | Partida |
| ----- | ------- | --------------------- | ------- |
| 10/07 | 09:00   | Ginásio Goiânia Arena | 0 x 6   |

##### Final
| 10 de Julho de 2016 | Brasil           | 1 – 0     | Rússia | Ginásio Goiânia Arena |
| 12:00               | Renatinha 29:51' | Relatório |        |                       |

### Premiações
- Equipe Mais Disciplinada -  Nova Zelândia[6]

#### Equipe Campeã
| Campeão do Mundial Universitário de Futsal |
| ------------------------------------------ |
| Brasil Quinto Título                       |